# Grzegorz Pawiński

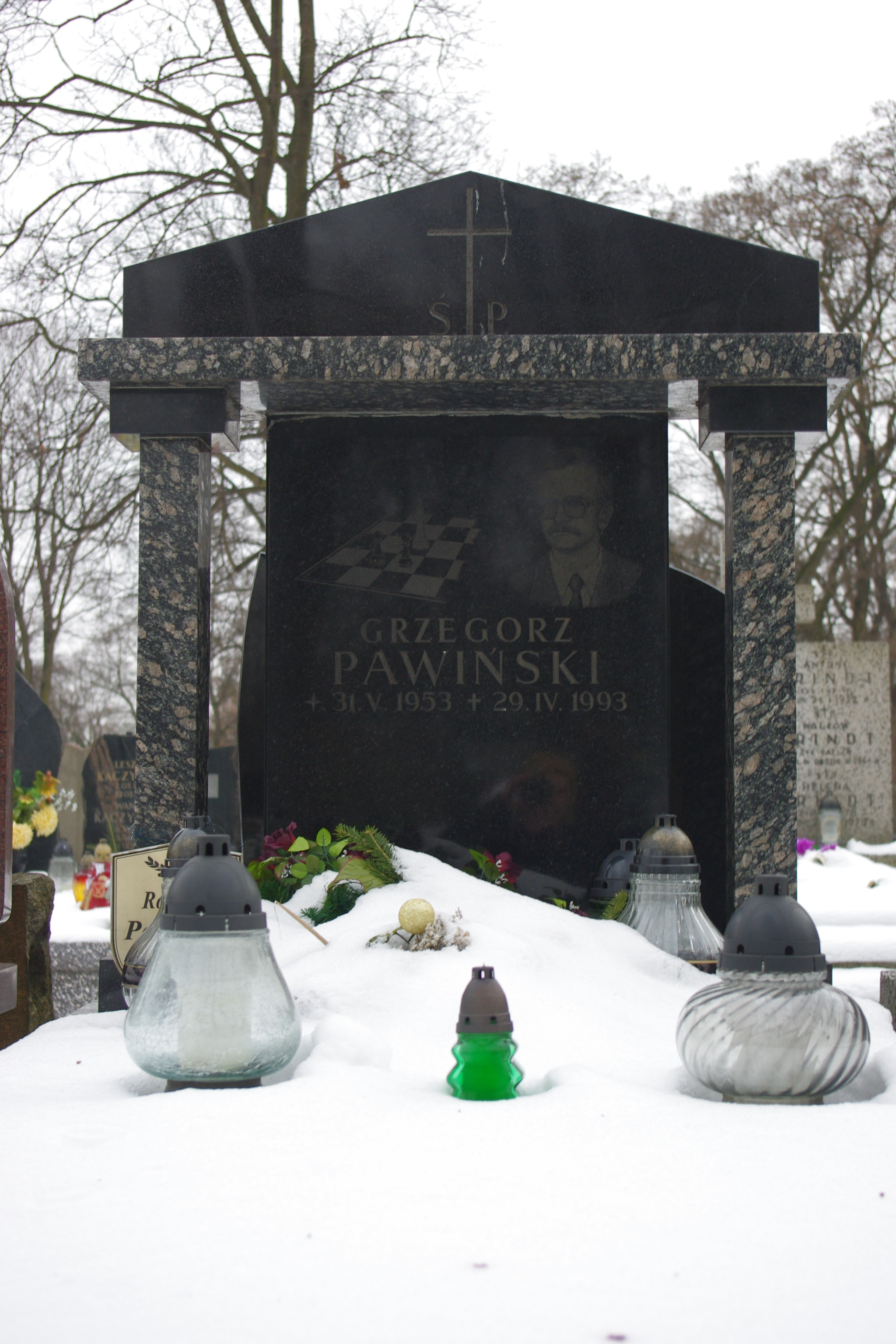
Grób Grzegorza Pawińskiego na cmentarzu Bródnowskim w Warszawie

Grzegorz Pawiński (ur. 31 maja 1953, zm. 20 kwietnia 1993) – polski wydawca i antykwariusz, popularyzator i pionier wydawnictw szachowych w Polsce, twórca wydawnictwa i księgarni szachowej Caissa w Warszawie. 
Zmarł przedwcześnie w 1993 r., pochowany na cmentarzu Bródnowskim w Warszawie (kwatera 46E-1-8). Po jego śmierci ksiegarnię i wydawnictwo prowadziła jego siostra.